# Чернозобая гагара
Чернозобая гагара (лат. Gavia arctica) — птица из рода гагар (Gavia). Наиболее часто встречающийся вид гагар.

## Внешность
Гагара среднего размера (крупнее краснозобой, но заметно мельче белоклювой и темноклювой). Общая длина 58—75 см, размах крыльев 110—140 см. Вес самцов 2400—3349 г, самок 1800—2354 г. Цевка чёрная, пальцы серые, перепонка серая или розоватая. Радужная оболочка глаз у молодых птиц коричневая, у взрослых тёмно-красная. Окраска, как и у других гагар, двухцветная: верх тёмный, низ белый.
У самца и самки в брачном наряде голова и шея пепельно-серые, лоб заметно темнее, горло и передняя часть шеи чёрные с пурпурным или зеленоватым металлическим отливом. В нижней части горла имеется поперечный участок с продольным белым рисунком. Боковые части шеи белые с продольным чёрным штриховым рисунком, переходящим на бока груди. Верхняя поверхность тела блестяще-чёрная, буроватая к бокам. В передней части спины и в плечевой области видны правильные ряды белых четырёхугольных пятен, образующих шахматный рисунок, ближе к хвостовой части — мелкие округлые белые пятна. Нижняя сторона блестяще-белая, у подхвостья поперечная тёмная полоса. Нижняя часть крыла белая с неправильным тёмным рисунком. Маховые и рулевые перья буровато-чёрные.
В зимнем наряде у самки и у самца верх головы и задняя сторона шеи тёмно-серые, спина и плечевая область тёмно-бурые, иногда с мелкими белыми пятнами. Передняя сторона шеи, бока головы, грудь и живот белые. Граница тёмного поля на голове и шее размыта, на горле имеются буроватые пятна. Тёмная поперечная полоса в области подхвостья обычно разомкнута.
Первый наряд птенца тёмно-бурый, светлеющий к брюшной стороне; брюхо сероватое. Вокруг глаза имеется неясное беловатое кольцо. Пух короткий и плотный. Второй наряд похож на первый, но несколько светлее, брюхо беловатое. Гнездовый наряд похож на зимний наряд взрослых птиц, но верхняя сторона бурее, перья с сероватым рисунком, на горле и передней стороне шеи буроватый налёт.
От краснозобой чернозобая гагара отличается, помимо крупных размеров и деталей окраски, прямым, не «вздёрнутым», клювом, а в полёте — более грубым сложением; шея кажется относительно более короткой и тонкой. От белоклювой и темноклювой гагар чернозобую на значительном расстоянии легче всего отличить по серой (не чёрной) окраске головы. В зимнем наряде окраска спинной стороны чернозобой гагары значительно более однородна, чем у краснозобой.

## Голос
Голос чернозобой гагары очень разнообразен и трудно передаётся словами. В полёте наиболее часто можно слышать хриплое, постепенно убыстряющееся «га…га…га…га…гарррааа» или одиночное отрывистое «гак», на воде — очень громкое, но мелодичное повторяющееся «ку-ку-ии», выполняющее роль акустической маркировки гнездовой и кормовой территории. В предгнездовой и гнездовой периоды птицы часто исполняют «унисональный дуэт», состоящий из ряда хриплых пронзительных вскриков, построенных в различной тональности. Иногда этот дуэт исполняется группой гагар, что особенно характерно для предгнездового периода. Испуганная птица при нырянии нередко издаёт короткий отрывистый крик «уй». Помимо упомянутых криков, чернозобые гагары издают значительное число других звуков, часто напоминающих лай и вой собаки, карканье или даже голос человека. Вообще, вокализация чернозобых гагар чрезвычайно богата и недостаточно изучена. Летом и особенно весной чернозобые гагары очень крикливы, тогда как на пролёте и на зимовках исключительно молчаливы.

## Распространение

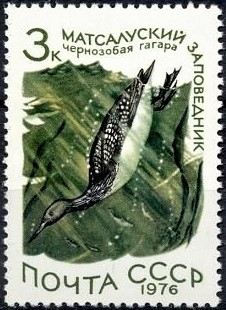
Почтовая марка СССР. 1976 г. Чернозобая гагара. Матсалуский заповедник

Гнездовой ареал охватывает арктическую и субарктическую зоны Евразии и небольшим участком заходит на крайний запад Аляски в Северной Америке. В Европе гнездится в Норвегии, Швеции, Финляндии и северной Шотландии; в Северной Америке встречается на мысе Принца Уэльского. В Российской Федерации гнездится на островах: южный остров Новой Земли, Колгуев, Вайгач (отсутствует на Новосибирских островах и острове Врангеля), на материковой части страны обитает от Кольского полуострова и Карелии к востоку до Анадырской низменности, Чукотского полуострова, Корякского нагорья, Камчатки, Охотского побережья и низовьев Амура. Отсутствует на крайнем северном побережье Таймыра и в полосе прибрежных тундр от низовьев Яны на восток до Чукотского полуострова. Южная граница ареала захватывает Латвию, Эстонию и Литву, пинское Полесье в Беларуси. Встречается в Казахстане в северных и восточных районах республики (бассейн Тобола, Наурзумские озера, верховья Иргиза и Тургая, озёра Северо-Казахстанской, Кокчетавской, Павлодарской и Семипалатинской областей, озеро Кургальджин, низовья Нуры и Селеты, долина Иртыша, озеро Балхаш, верховья Бухтармы, озеро Марка-Куль, озеро Зайсан. В России также встречается на Алтае, предгорьях Саян, Туве (гнездование установлено на озёрах Убсу-Нур и Тере-Холь). Гнездится на многих озёрах в Монголии. Распространение в южной части гнездовой области носит отчётливо выраженный пятнистый характер. За последние 40—70 лет южная граница ареала в пределах Европы сдвинулась к северу на 200—300 км. Чернозобая гагара за это время исчезла из Рязанской, Московской, Ярославской областей. Сохранилась, возможно, в ничтожном количестве в верховьях Волги, в бассейнах Шексны и Мологи.
В Западной Европе зимует на атлантическом побережье и Северном море у берегов Норвегии, Швеции, Дании, Германии, Англии, Нидерландов, Бельгии и Франции, по восточному побережью Бискайского залива, на севере Средиземного моря, на Чёрном море. В Азии чернозобые гагары зимуют по каспийскому побережью Ирана, на тихоокеанском побережье от Камчатки и Сахалина до Юго-Восточной Азии.
В гнездовое время чернозобая гагара связана с крупными и средней величины озёрами. Наличие таких озёр позволяет гагаре гнездиться в самых различных ландшафтах от тундр на севере до полупустынь и пустынных предгорий (Иссык-Куль) на юге. В горах гнездится на озёрах до высоты 2100—2300 м над уровнем моря (Алтай, Саяны). Однако оптимальные условия для чернозобой гагары — в равнинных тундрах с богатой сетью разнообразных озёр, а также в лесотундре и озёрной лесостепи. На пролёте встречается по речным долинам, крупным озёрам и на море, во время зимовок — почти исключительно на прибрежных участках моря. Неполовозрелые птицы летом также держатся на море.
В зоне тундр, как правило, превосходит по численности краснозобую гагару. На Ямале в 1978 году плотность составляла местами до 40 пар на 100 км², в низовьях Индигирки (посёлок Берелях) — до 44 пары на 100 км². В тундре, лесотундре и северной тайге западного Таймыра на каждые 10 озёр приходится от двух до пяти гнездовых пар. В лесной, лесостепной и степной зонах относительно редка. На зимовках иногда собирается скоплениями до нескольких сотен птиц, но, как правило, на 1 км береговой линии держатся 2—3 птицы.

## Образ жизни

### Активность
На воде в спокойном состоянии она держится относительно высоко, однако, будучи потревоженной, погружается глубже, так что видны только узкая полоска спины и голова с шеей. В полёте несколько напоминает крупную утку, но благодаря вытянутым назад ногам кажется более длинной и короткокрылой. Полёт быстрый, с частыми взмахами крыльев, прямолинейный, маломанёвренный. На повороты по широкой дуге или резкие крутые повороты чернозобая гагара неспособна. Птицы летают обычно поодиночке — даже в брачной паре чернозобые гагары никогда не летят близко друг к другу, а всегда на некотором удалении и часто на разной высоте. На пролёте стай в воздухе не образует, и лишь изредка можно наблюдать разрозненные группы, хотя на воде кормится в значительных скоплениях (до двух—трёх десятков птиц). С воды поднимается тяжело, обязательно с длинным разбегом (поэтому селится только на крупных озёрах) и, как правило, против ветра; с земли не может взлететь вовсе. Как и все гагары, прекрасно плавает и ныряет. При нырянии иногда беззвучно погружается в воду; иногда заныривает с громким демонстративным всплеском («шумный нырок»). Под водой может пробыть до 135 с, обычно — 40—50 с. Глубина погружения может составлять 45—46 м, но обычно гораздо меньше. На суше передвигается с трудом, ползком на брюхе, отталкиваясь лапами и помогая крыльями.
Чернозобые гагары, как и краснозобые, круглосуточно активны, особенно в частях ареала, лежащих за Полярным кругом. Мигрируют преимущественно днём, чаще под вечер, но нередко и ночью. В тундрах «концерты» чернозобых гагар, когда две—три пары, гнездящиеся на соседних озёрах, одновременно начинают исполнять унисональный дуэт. Их «воющий крик» особенно часто слышен вечером и во вторую половину ночи.
В гнездовое время держатся парами, на пролёте и зимовках — поодиночке и парами, нередко образуя небольшие группы, особенно вскоре после весеннего прилёта в гнездовую область, когда на озёрах и реках только что появились первые промоины, и водная поверхность, пригодная для добывания корма, строго лимитирована. В это время часто можно наблюдать плотные стайки по 10—15 птиц, кормящихся совместно. Однако при тревоге такие группы, поднимаясь в воздух, разлетаются в разные стороны. Если на озере гнездится более одной пары чернозобых гагар, то при появлении опасности птицы, покинувшие гнёзда, также сбиваются в тесную стайку и держатся вместе на середине водоёма. Спят чернозобые гагары, как и краснозобые, на воде, завернув назад и положив на спину голову и шею. Сон короткий, но в течение суток птицы отдыхают несколько раз, чаще всего около полуночи и среди дня (с 13 до 16 часов).

### Линька

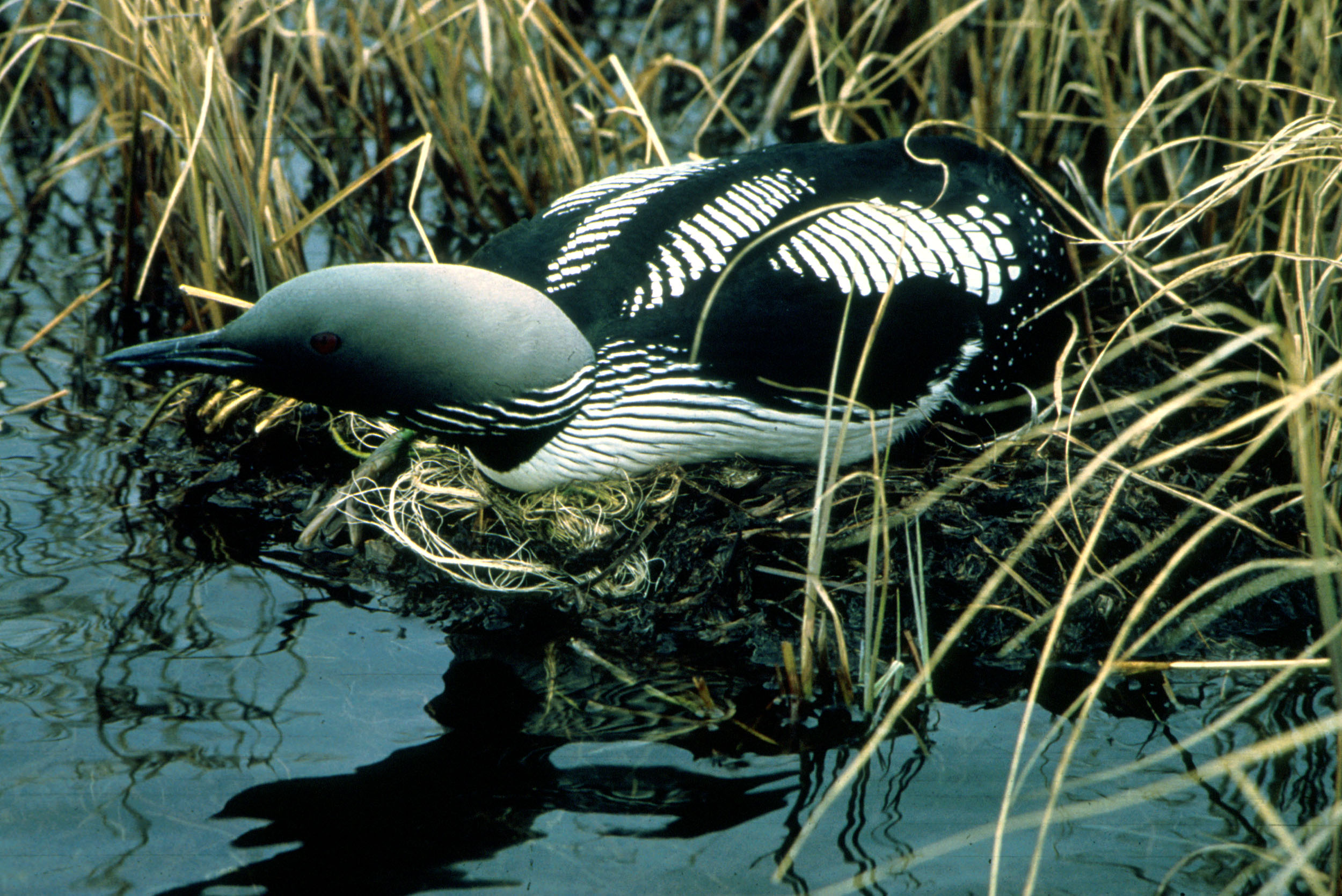
Чернозобая гагара возле гнезда

Последовательность смены нарядов чернозобой гагары в целом аналогична другим видам гагар.
Смена пуховых нарядов и формирование гнездового наряда, как у краснозобой гагары, отдельные пушинки первого пухового наряда расположены на вершинах пушинок второго, которые в свою очередь помещаются на вершинах пеньков контурного оперения и снашиваются по мере роста пера. Формирование гнездового наряда заканчивается к середине августа — сентябрю. Линька в промежуточный, а затем первый брачный наряд слабо изучена. Она чрезвычайно растянута и полностью заканчивается только на третьем году жизни. Смена оперения тела протекает постепенно на протяжении периода с декабря — января до лета, причём это оперение сменяется на перо зимнего наряда взрослых птиц, тёмное с блеском на спине, но без белых пятен на верхних кроющих крыла (промежуточный наряд). Первостепенные маховые в этом наряде сменяются в июле — августе. Возможно, что осенью контурное перо тела снова сменяется, частично или полностью, на оперение, сходное с таковым взрослого зимнего наряда, но без белых пятен на верхних кроющих крыла. В феврале — мае третьего года происходит полная первая предбрачная линька, которая несколько запаздывает по сравнению со взрослыми птицами. Одновременная смена первостепенных маховых происходит в апреле — мае.

Различия в «наряде» гагар

Предбрачная линька взрослых птиц протекает с середины — конца января по начало мая и, в отличие от краснозобой гагары, тоже полная. Первостепенные маховые сменяются в феврале — апреле, выпадают одновременно, и птицы временно лишаются способности к полёту. Послегнездовая линька неполная и длится с середины августа до конца декабря (сменяются контурные перья тела, рулевые и часть верхних кроющих крыла). Смена оперения начинается в области лба и далее распространяется на голову и тело. Иногда послегнездовой линьки вообще не происходит, и обношенное перо брачного наряда, начиная с января, заменяется на новый брачный наряд.

### Миграция
Сезонные миграции чернозобых гагар относительно полно изучены только для северных популяций подвида Gavia arctica arctica, гнездящихся от северной Скандинавии до низовий реки Лены. Отлёт этих популяций начинается в последней декаде сентября и проходит по маршруту Белое море — Выборгский залив — Эстония — Украина, Молдова, Румыния Болгария — побережье Азовского и Чёрного морей. Весенний пролёт идёт в обратном направлении, в основном в апреле.
Значительно меньше известно о сезонных миграциях чернозобых гагар, гнездящихся южнее 60—63° с. ш. Часть из них зимует на Каспийском и Аральском морях, возможно, и на Чёрном море. Мигрируют они, вероятно, напрямую, на весеннем пролёте в апреле — мае на север через центральные области европейской части и Казахстан, на осеннем — в южном направлении.
На пролёте гагары не образуют настоящих стай, перемещаясь в воздухе поодиночке или парами на высоте 300—500 м, и собираются в скопления только на воде.

### Питание
Основная пища чернозобых гагар — мелкая и средней величины рыба, которую они добывают как на гнездовых озёрах, так и улетая за ней на реки или крупные, богатые рыбой озёра, реже на море. Часто поедают ракообразных, преимущественно бокоплавов, особенно в период выкармливания птенцов, когда птицы подолгу добывают корм на гнездовых озёрах. Помимо ракообразных, в диете чернозобых гагар отмечены черви, моллюски и водные насекомые (водяные жуки, личинки стрекоз), а также изредка лягушки. Иногда, особенно весной, поедают водные растения и их семена. На пролёте также кормятся, в основном, на озёрах и реках, а на зимовках — почти исключительно на море. На кормёжке, как упоминалось, нередко образуют стайки и ловят рыбу совместно, выстроившись в линию. В отличие от краснозобых гагар, никогда не ловят рыбу на речных перекатах. Пищу добывают, ныряя под воду и захватывая её клювом, причём рыб убивают сильным сжатием клюва. Пуховых птенцов выкармливают водными беспозвоночными, главным образом ракообразными, а позже — мелкой рыбой.

### Размножение
Половой зрелости чернозобые гагары достигают не ранее чем на третьем году жизни. Моногамы, пары постоянны. Начало гнездования совпадает с освобождением ото льда значительных участков воды.
Озёра, выбираемые для гнездования, очень разнообразны. Важным лимитирующим фактором является достаточная для разбега и взлёта длина водоёма (обычно не менее 15—20 м). Иногда чернозобые гагары гнездятся на совсем маленьких озерках, но всегда связанных протоками с более крупными, куда птица в случае опасности попадает вплавь. Поскольку чернозобые гагары часто летают кормиться на соседние водоёмы, наличие рыбы и другой пищи в гнездовых озёрах не обязательно, хотя, как правило, они, в отличие от краснозобых, предпочитают гнездиться на кормовых озёрах. Как правило, на озере гнездится одна пара, но на крупных озёрах, особенно с глубоко изрезанными берегами, могут гнездиться до 3—4 пар. На крупных озёрах гнездовые территории составляют 50—150 га, а расстояние между гнёздами по береговой линии редко составляет менее 200—300 м. При гнездовании на системах мелких озёр расстояние между гнёздами не имеет принципиального значения, и отдельные гнездовые озера могут отстоять друг от друга всего на 50—100 м. Гнездовые пары очень консервативны и гнездятся из года в год на одних и тех же водоёмах, часто (но не обязательно) используя постоянное гнездо.

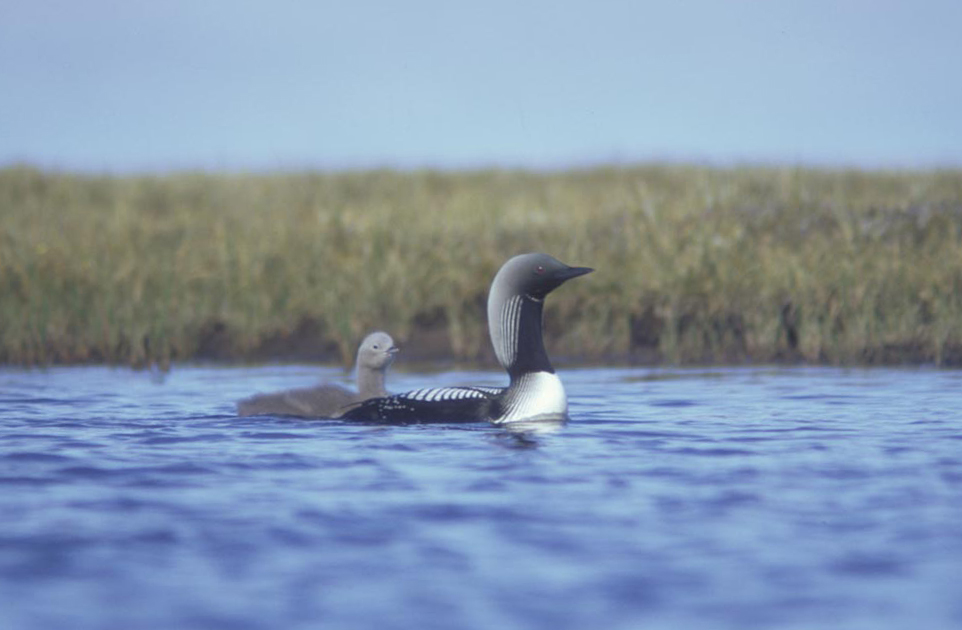
Чернозобая гагара с выводком

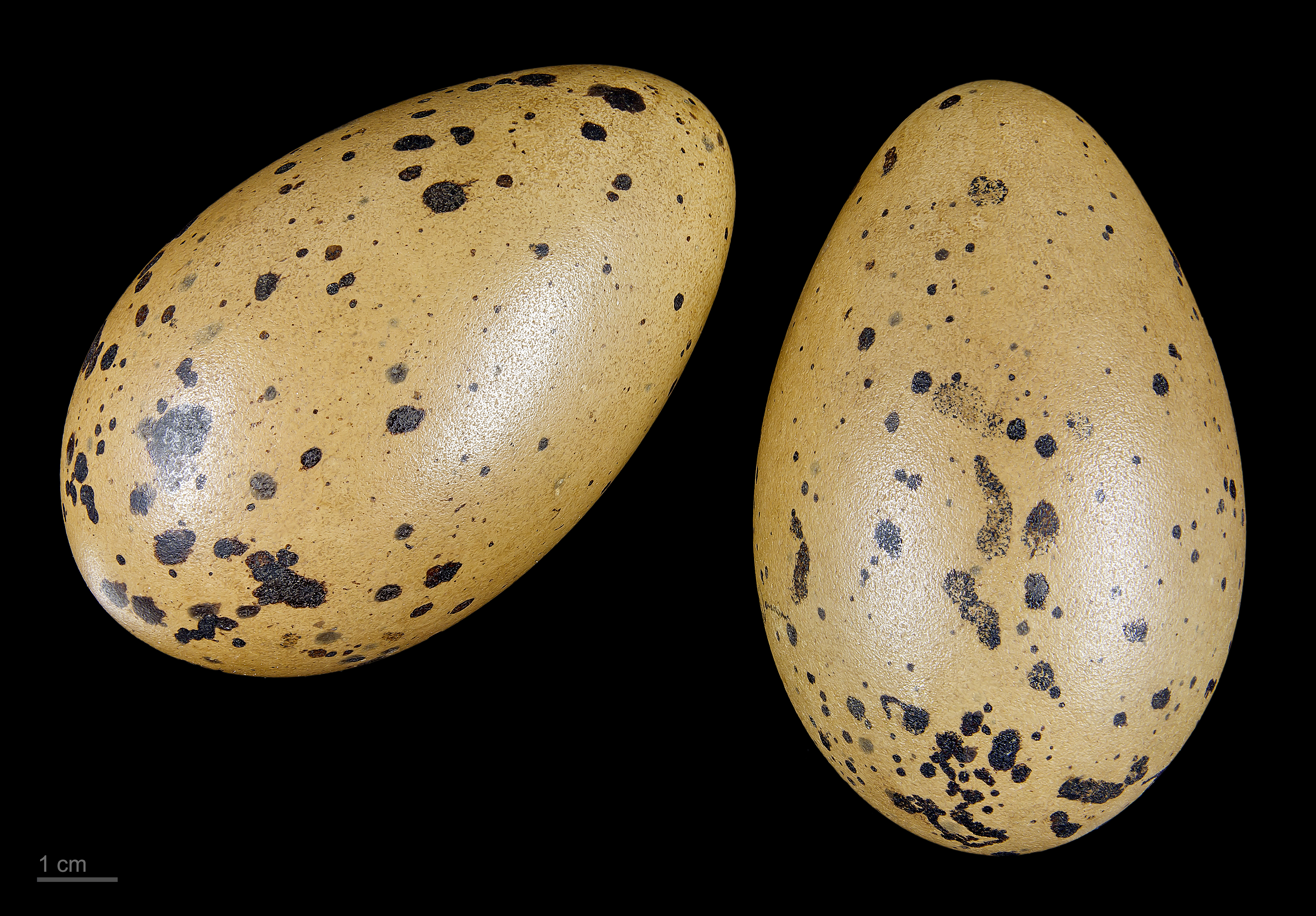
Яйцо Gavia arctica — Тулузский музей

Чернозобая гагара строит гнёзда нескольких типов. Первый, наиболее распространённый тип, характерен как для сравнительно глубоких олиготрофных (водоёмов с низким уровнем первичной продуктивности, низким содержанием органических веществ) озёр с чётко выраженными и сравнительно сухими берегами, так и для разной величины озёр низменной тундры с прибрежным мелководьем и густым бордюром из осоки по берегам. Гнездо располагается на берегу, совершенно открыто у самого уреза воды (как правило, не далее 30—50 см), так что птица легко может выбраться на сушу или сойти с гнезда в воду в случае опасности. К гнезду ведёт хорошо заметный лаз, по которому насиживающая птица соскальзывает в воду. Иногда таких лазов бывает два: один для входа в гнездо, а другой, более короткий — для схода на воду. Для устройства гнезда обычно избирается мысок, полупогружённая кочка или небольшой островок, но нередко гнездо строится на совершенно ровном берегу. В постройке гнезда принимают участие оба члена пары, но основная роль принадлежит самцу. Гнездо представляет собой плотно утрамбованную плоскую кучу сфагнума, стеблей осоки или арктофилы (прошлогодних или свежих), иногда с добавлением водорослей, которые птицы достают со дна водоёма. На вершине имеется хорошо выраженный лоток. Как правило, гнездовая подстилка пропитана водой, но иногда бывает и совершенно сухой (на более высоких сфагновых берегах). Размеры гнезда (в см): диаметр 30—40, диаметр лотка 20—25, глубина лотка 3—4. Гнёзда второго, несколько более редкого типа устраиваются на мелководьях с глубиной 10—60 см в зарослях осок и арктофил. Такое гнездо представляет собой грубое подобие усечённого конуса, сложенного из стеблей, корневищ и листьев надводных растений и основанием погружённого в воду, где он либо опирается на дно, либо поддерживается в полуплавучем состоянии стеблями окружающих растений. Верхняя площадка конуса, образующая лоток гнезда, имеет 30—40 см в диаметре и выстлана свежими и прошлогодними стеблями растений. Гнездовая выстилка всегда пропитана водой. Гнёзда третьего типа характерны для больших, заросших тростником озёр лесостепной и степной зон и располагаются на старых, уплотнившихся заломах тростника и наносах плавника, на глубоком месте. Такие гнёзда по структуре принципиально не отличаются от гнёзд первого типа, но ещё более примитивны. Иногда устройства напоминают настоящие плавучие гнёзда, но такие случаи очень редки.
Полная кладка обычно состоит из двух, реже из одного и ещё реже из трёх яиц. Яйца, как и у других гагар, эллипсоидно-удлинённой формы, со слабозернистой скорлупой. Окраска сложная: основной фон тёмный, от зеленовато-оливкового до оливково-бурого; рисунок в виде чётких неправильных редких буровато-чёрных пятен и крапинок, беспорядочно разбросанных по поверхности яйца. Иногда крапление почти отсутствует. Скорлупа со слабым маслянистым блеском, который заметно усиливается по мере насиживания. Размер яиц 75×45 мм, вес 120 г. Насиживание у чернозобных гагар начинается с первого яйца. Участвуют в насиживании оба члена пары, однако самка бывает на гнезде значительно дольше. При приближении опасности насиживающая птица обычно незаметно сходит на воду и, присоединяясь к свободному партнёру, плавает неподалёку от гнезда. Возвращается на гнездо только тогда, когда опасность полностью миновала. С гнездового озера птица при опасной ситуации, как правило, не улетает. Инкубация длится 28—30 дней. Вес только что вылупившегося птенца составляет около 75 г при общей длине около 170 мм. После вылупления птенцы остаются в гнезде дольше, чем краснозобые гагары — обычно двое—трое суток. Самостоятельно добывать корм птенцы начинают в возрасте 60—70 дней, и примерно в эти же сроки (в середине — конце сентября) они начинают летать и, покинув гнездовое озеро, переходят к самостоятельной жизни.

## Чернозобая гагара и человек
Чернозобая гагара формально относится к числу охотничье-промысловых видов птиц, однако никакой правильной охоты на неё не ведётся. Коренное население Крайнего Севера использует мясо чернозобой гагары в пищу, но добывает её по большей части случайно. Занесена в Приложение 2 Бернской конвенции. Охраняется в Дарвинском, Нижнесвирском, Полистовском и Рдейском заповедниках, в нескольких заказниках областного значения в Ленинградской и Новгородской областей. Разводится в частных авиариях Германии. Несмотря на то, что чернозобая гагара достаточно широко распространена, численность её неуклонно сокращается.

## Систематика
У чернозобой гагары выделяют два подвида, различаемых по степени развития серой окраски на голове и шее, и оттенкам металлического отлива на горле и нижней стороне шеи:
- Gavia arctica arctica — Colymbus arcticus Linnaeus, 1758, Syst. Nat. ed. 10, с. 135, Швеция. Верх головы и задняя сторона шеи светлого пепельно-серого цвета, металлический отлив на горле и передней стороне шеи пурпурный или фиолетовый. Подвид распространён по западной части ареала вида к востоку до бассейна реки Лены и Байкала.

- Gavia arctica viridigularis — Gavia viridigularis Dwight, 1918 Auk, 35, с. 198, Гижига, северо-восточная часть Охотского моря. Верх головы и задняя сторона шеи более тёмные, шиферно-серые, металлический отлив на горле и передней стороне шеи зеленоватый. Подвид распространён по восточной части ареала вида к западу до бассейна Лены и Байкала.